# Angelot jouant du luth
L'Angelot jouant du luth ou Angelot musicien (en italien, Putto che suona ou Angiolino musicante) est une peinture à l'huile sur panneau (39 × 47 cm) réalisée par le peintre italien de la Renaissance Rosso Fiorentino. Datable de 1521, elle est conservée au musée des Offices à Florence. L'œuvre est signée «Rubeus Florentinus» avec une date indistinctement lisible comme 1521.

## Histoire
Le tableau est entré à la Tribune des Offices le 29 juin 1605, attribué à Rosso. Dans les inventaires de 1635-1638, 1704 et 1753, il est donné à Beccafumi, dans celui de 1784 à Francesco Vanni et, à partir de 1825, à nouveau à Rosso.
Pendant longtemps, la peinture a été considérée comme une œuvre à part entière, jusqu'à ce que, avec la restauration de 2000, la réflectographie infrarouge révèle qu'il s'agit peut-être d'un fragment d'un retable de plus grandes dimensions. Le fond sombre cache les incisions parallèles du dessin de quelques marches, sur lesquelles l'ange était assis, probablement au pied d'un trône de la Vierge à l'Enfant. Dans le coin inférieur droit, la signature de Rosso et la date ont été partiellement abrasées. L'artiste ayant signé lui-même « florent [inus] », il est probable que l'œuvre ait été peinte lors d'un de ses voyages loin de la ville d'origine, peut-être à Volterra, comme le suggère la date à peine lisible de 1521.

## Description
Le putto ailé est représenté allongé sur l'instrument, un luth, presque plus grand que lui, alors qu'il le joue avec un engagement affectueux et une pleine absorption. La nature non conventionnelle et fantasque de l'artiste peut être vue dans les boucles indomptables des cheveux. Il s'agit d'une œuvre très tendre, le petit ange luttant pour maîtriser le luth qui semble exagérément grand en comparaison. Le tableau montre la réinterprétation originale par Rosso Fiorentino d'un thème traditionnel, rendue particulièrement vivante par une peinture très moderne.
Une référence claire à l'œuvre originale subsiste, avec un petit ange assis dans la même position, dans un retable de Francesco Vanni dans la collégiale d'Asciano, datant d'environ 1600.

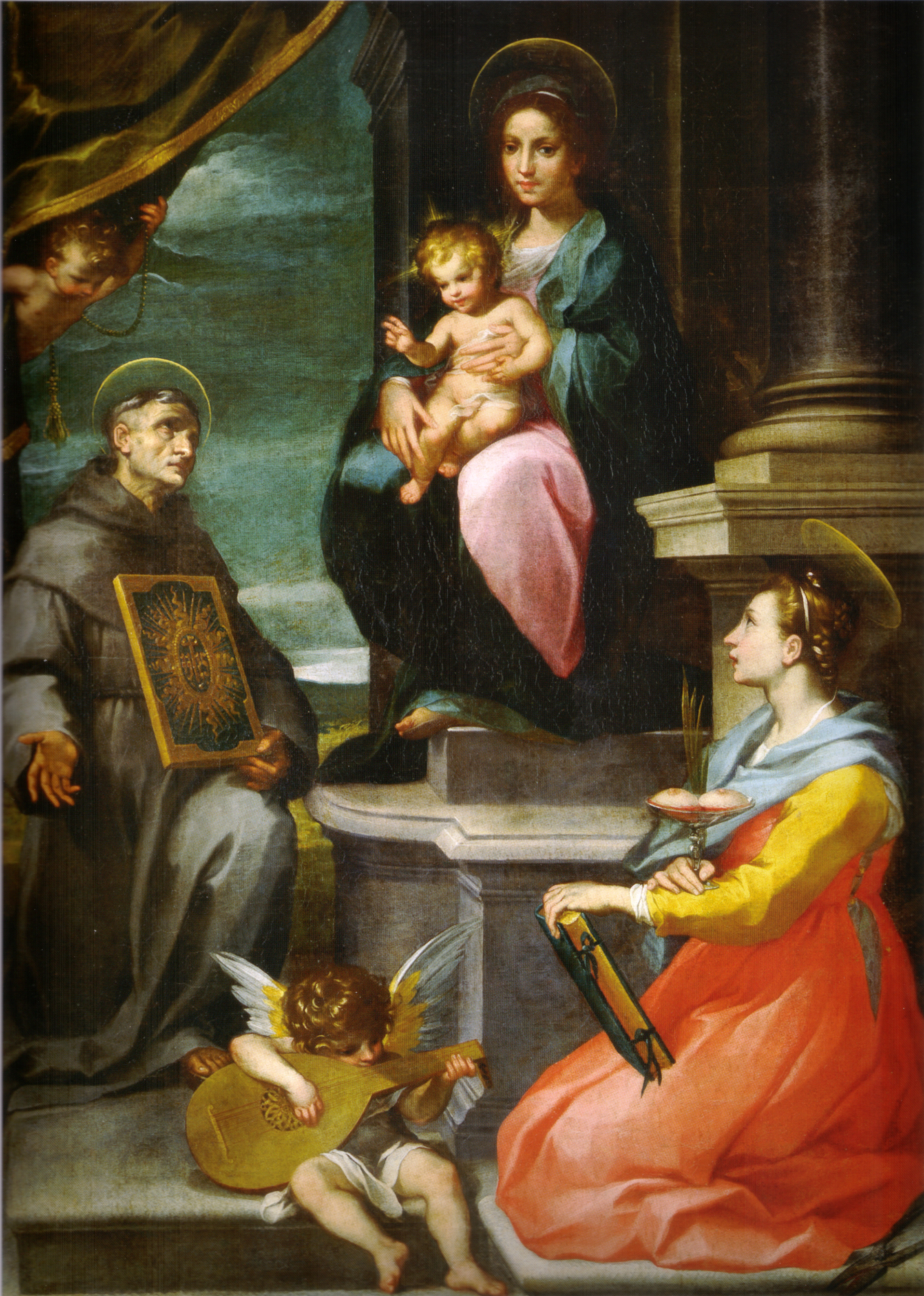
Le retable de Francesco Vanni.

## Source de traduction
- (it) Cet article est partiellement ou en totalité issu de l’article de Wikipédia en italien intitulé « Putto che suona » (voir la liste des auteurs).